# Mandø Sogn
Mandø Sogn er et sogn i Ribe Domprovsti (Ribe Stift).
I 1800-tallet var Mandø Sogn et selvstændigt pastorat. Det hørte til Ribe Herred i Ribe Amt. Mandø sognekommune blev dannet i 1842 og blev ved kommunalreformen i 1970 indlemmet i Ribe Kommune, der ved strukturreformen i 2007 indgik i Esbjerg Kommune.
I Mandø Sogn ligger Mandø Kirke.
I sognet findes følgende autoriserede stednavne:
- Gammel Mandø (areal)
- Halen (areal)
- Hovedet (areal)
- Mandø (areal, bebyggelse, ejerlav)